# 阿德利根斯維爾

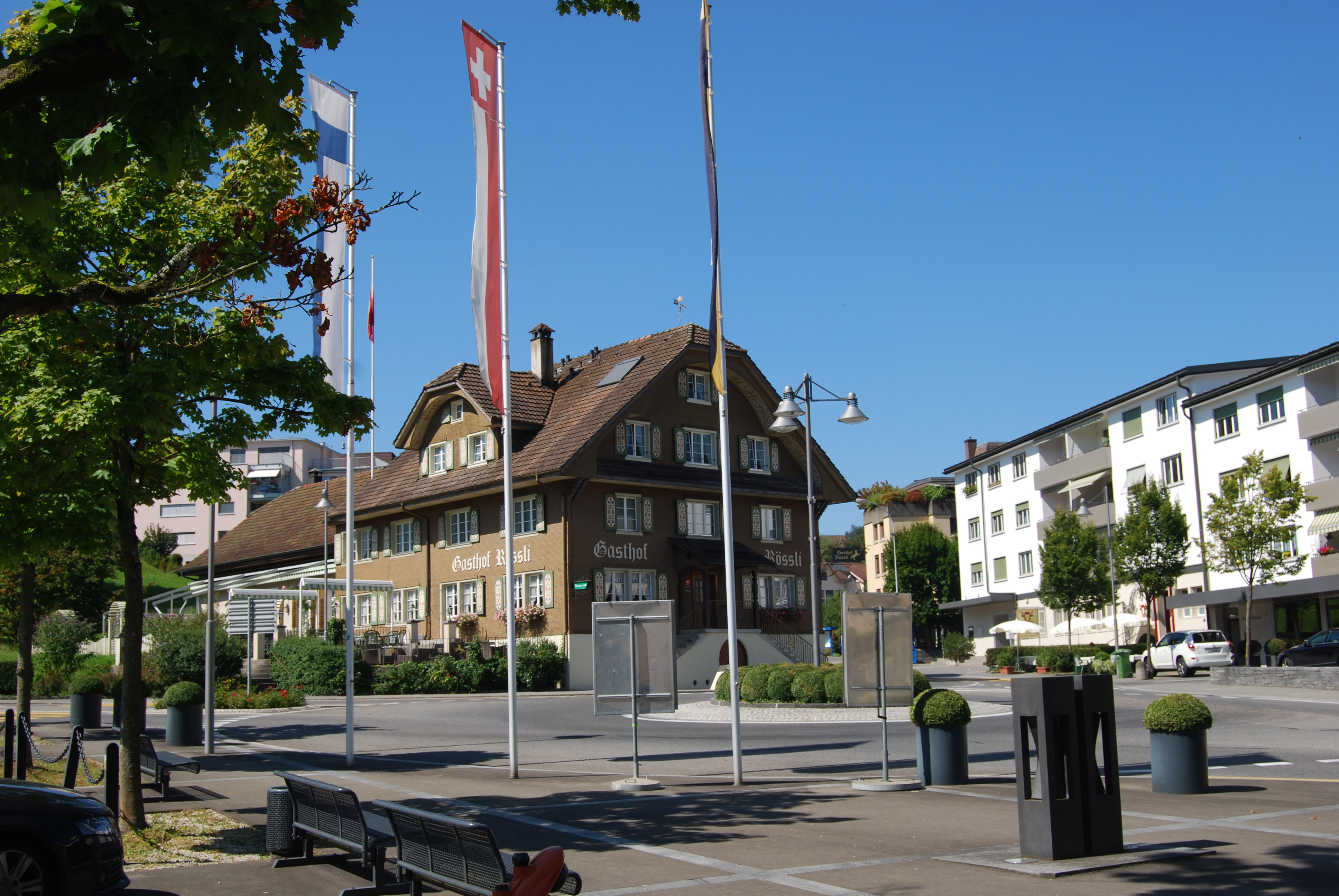
阿德利根斯維爾

阿德利根斯維爾是瑞士的城鎮，位於該國中部，由琉森州負責管轄，面積6.99平方公里，五成半土地是農業用地，海拔高度532米，2011年人口5,447，人口密度每平方公里779人。

## 外部連結
- Official Website of Adligenswil （页面存档备份，存于） （德文）
- Photos of Adligenswil at Flickr （页面存档备份，存于）